# 秦许乡
秦许乡，是中华人民共和国甘肃省定西市岷县下辖的一个乡镇级行政单位。

## 行政区划
秦许乡下辖以下地区：
下阿阳村、上阿阳村、白宁村、秦许村、泥地族村、桥上村、鹿峰村、沙才村、马烨村、学寨村、包家族村、大族村、包家沟村、扎那村、中堡村、百花村和大族沟村。